# Ecclesfield
Ecclesfield est une ville anglaise dans le Yorkshire du Sud.